# Gralla (instrument)
Ne doit pas être confondu avec graïle.

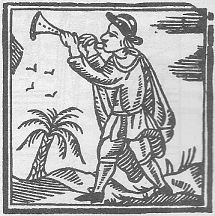
Un homme joue la gralla

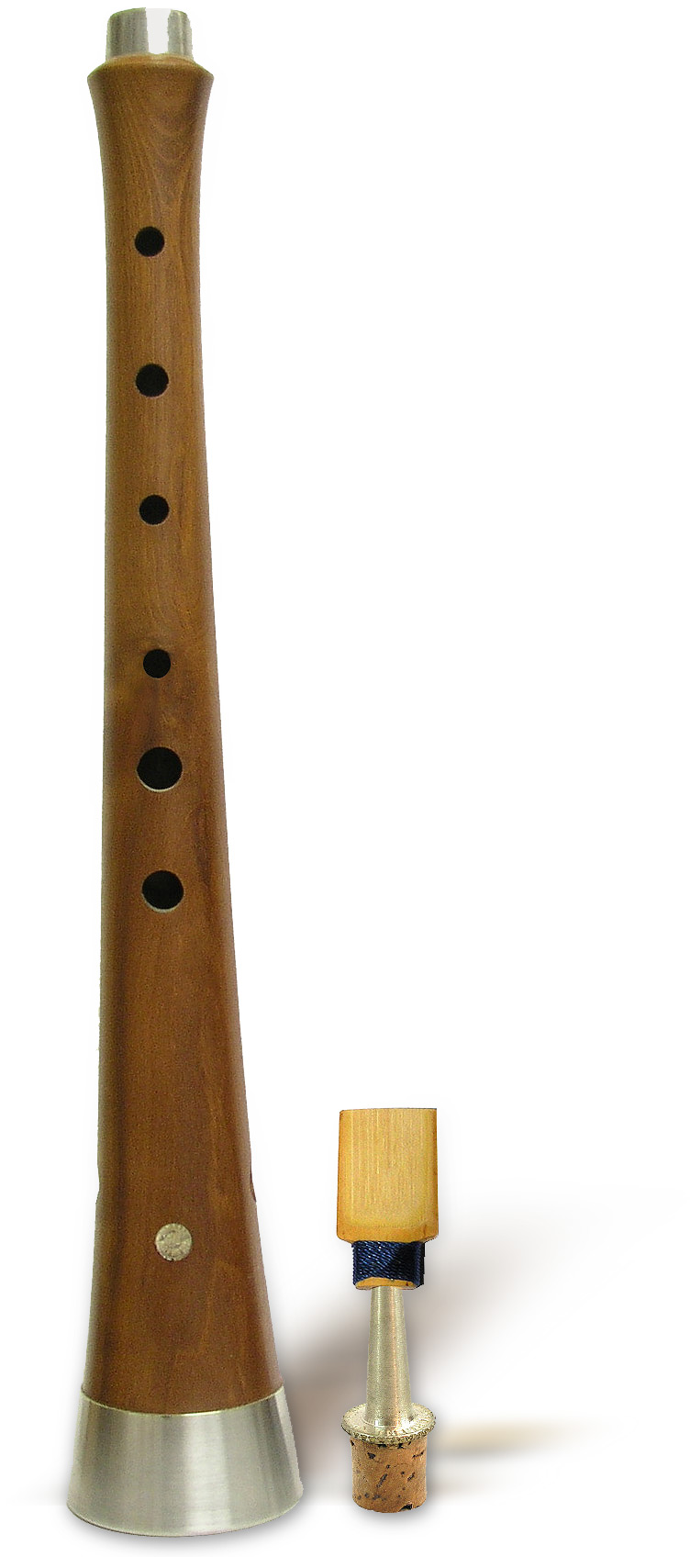
Une gralla

La gralla (pluriel: gralles) est un type de hautbois traditionnel médiéval des Pays catalans, semblable à la graïle occitane, toujours utilisé pour la musique accompagnant les castells, sardanes et autres manifestations culturelles populaires catalanes. Elle est souvent accompagnée d'un timbal. Les joueurs de gralla sont appelés grallers ou grallaires. Dans la classification des instruments de Hornbostel-Sachs, la gralla appartient au groupe 422.12.
Autrefois, les personnes qui voyageaient seules portaient toujours une gralla, dont on pensait qu'elle éloignait les créatures fantastiques maléfiques habitant les espaces naturels sauvages.

## Castells

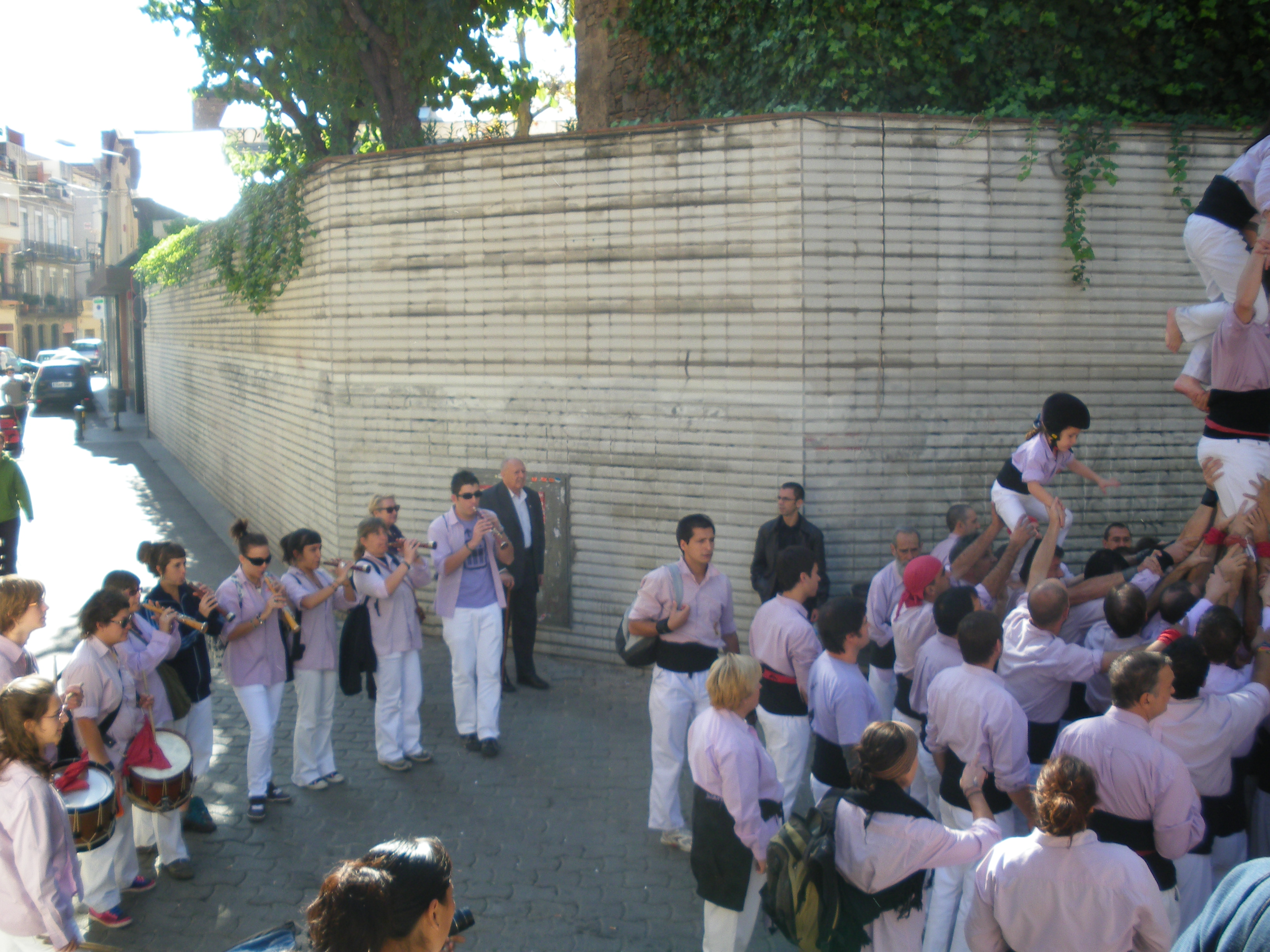
Grallers et timbalers d'une colla castellera

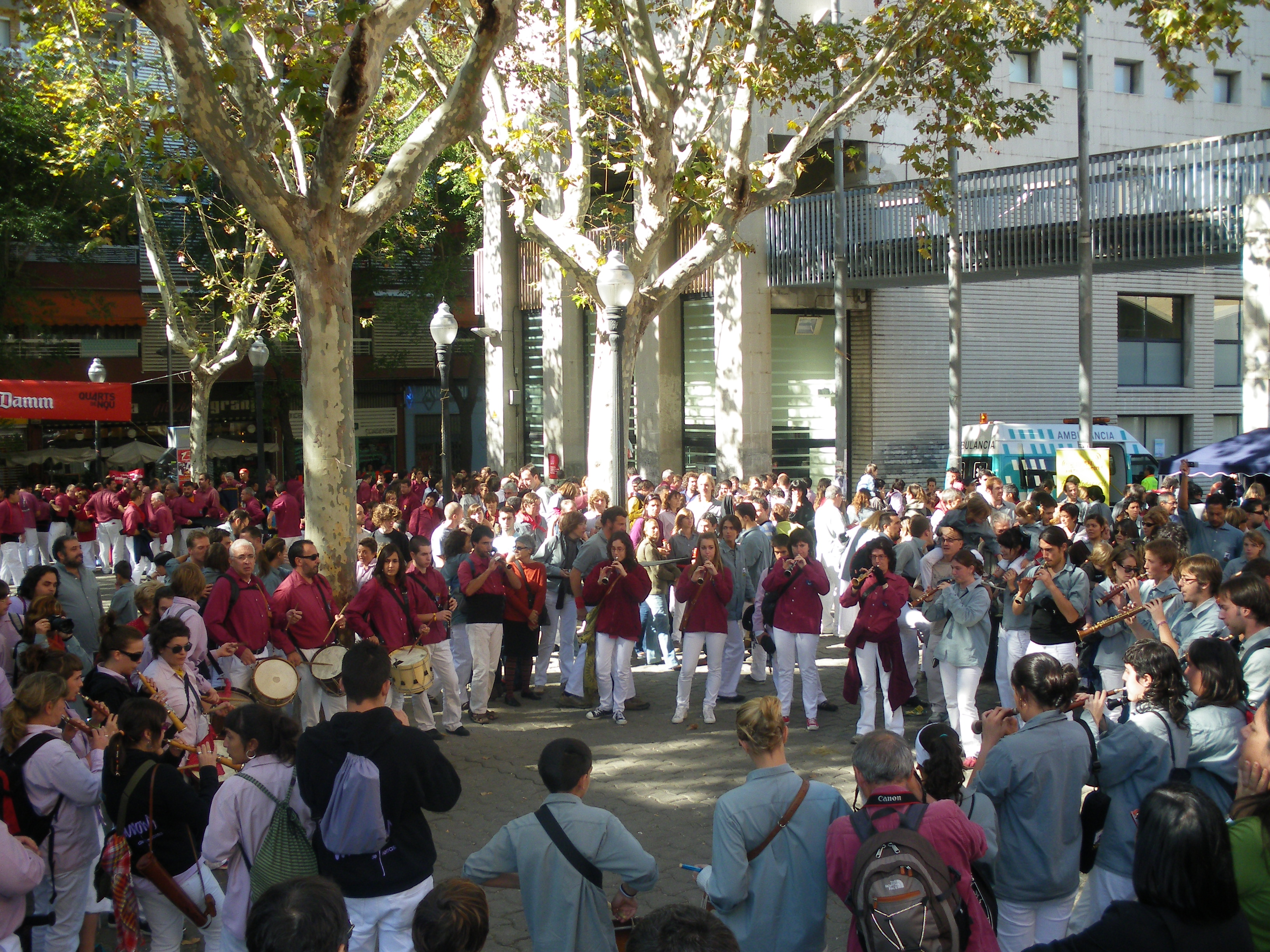
Grallers et timbalers de trois colles castelleres jouent ensemble le Toc de Vermut

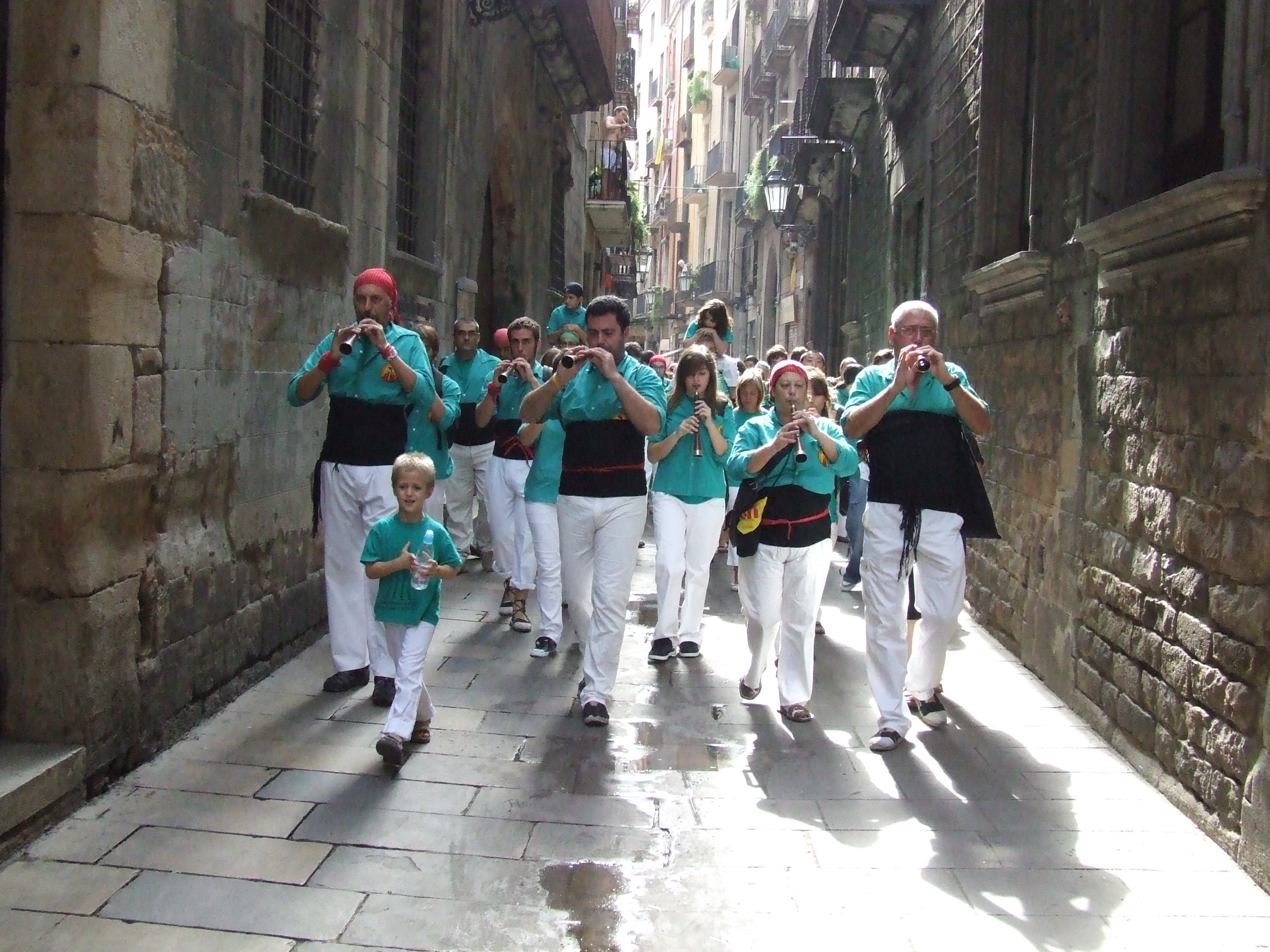
Grallers

Les timbals et les gralles forment une partie essentielle des castells ; ainsi, chaque colla castellera a ses propres grallers et timbalers (joueurs de timbal). Dans quelques colles castelleres, les timbalers transmettent leur savoir localement : les anciens timbalers enseignent aux nouveaux, évitant ainsi le recours à de professeurs ou l'embauche de timbalers formés hors de la colla. À l'origine, chaque colla castellera avait un ensemble de musiciens composé de deux gralles et d'un timbal ; aujourd'hui la plupart d'entre elles ont un plus grand nombre d'instrumentistes.
Les timbalers jouent aux événements de la colla castellera, pour animer et faire la fête. Le timbal et la gralla produisent tous deux des sons très puissants, permettant d'attirer l'attention ; c'est pour cette raison que ces instruments sont utilisés lors des cercaviles, pour annoncer aux gens que la fête a commencé.
Ils font la musique des matinades (le matin à l'heure du « réveil », avant le petit déjeuner) des Festa Major, et surtout des journées dédiée aux castells. Ils jouent aussi la musique de l'entrée des castellers sur la place des castells, la musique du pilar caminat, la musique des castells (très importante, car d'elle dépend la réussite du castell), et parfois d'autres musiques selon l'activité particulière de la colla castellera.
Le toc de castells est la musique jouée par les gralles et les timbals pendant le temps du castell. Il y a des règles particulières. Le début de la musique indique aux castellers que le castell est complet, ce qui est important parce que la plupart des castellers ne voient pas l'ensemble du castell. Quand le castell est fini, l'anxaneta, le petit casteller qui est au bout, salue (on dit qu'il fa l'aleta), et les musiciens entonnent une autre chanson. Puis les castellers défont le château. Il est aussi important de bien le faire que de bien le défaire, car les deux choses donnent des points. une fois le château défait, les musiciens jouent encore une autre chanson pour le fêter. Les grallers et les timbalers accélèrent ou ralentissent le tempo pour encourager les castellers quand ils sont en train de faire un castell.
Quand tous les castells sont finis, on joue la musique pour déjeuner (le toc del vermut, littéralement, l'appel à l'apéro) et si les castells ont été réussis et les castellers sont contents, on joue encore de la musique pour célébrer et faire la fête.

## Ball de gitanes
Le ball de gitanes est une danse traditionnelle catalane dont la musique est jouée par trois gralles et un timbal. Il existe des références écrites à cette danse datant de 1770.